# Rehmiellopsis deviata
Rehmiellopsis deviata är en svampart som beskrevs av Petr. 1954. Rehmiellopsis deviata ingår i släktet Rehmiellopsis, ordningen Dothideales, klassen Dothideomycetes, divisionen sporsäcksvampar och riket svampar.   Inga underarter finns listade i Catalogue of Life.